# Comunicazione del rischio
La comunicazione del rischio è un campo di studio interdisciplinare che oggi trova ampio impiego nella gestione dei rischi per la salute e per l’ambiente. 

## Caratteristiche
Sebbene si tratti di una disciplina relativamente recente, sviluppata a partire dagli anni Ottanta (il termine risk communication appare per la prima volta su una rivista accademica nel 1984), oggi ha stabilito principi e buone pratiche, basati su ricerche empiriche ed esperienze reali, che ne fanno uno strumento strategico per la comunicazione istituzionale nell’ambito della prevenzione dei rischi e nella gestione delle emergenze.
Sebbene esistano diversi approcci teorici e non sia stabilita un’univoca definizione della materia, negli ultimi anni, la necessità di adottare principi condivisi e comprovati nelle pratiche istituzionali di comunicazione del rischio ha spinto diverse importanti istituzioni e agenzie internazionali a dotarsi di linee guida e manuali operativi.
Ne sono un esempio le linee guida dell’Autorità europea per la sicurezza alimentare (EFSA) per la comunicazione del rischio alimentare o il manuale per la gestione delle emergenze dei Centers for Disease Control and Prevention (CDC).
In Italia il primo manuale organico sulla materia, scritto da Giancarlo Sturloni, definisce la comunicazione del rischio come “l’insieme degli scambi informativi tra i diversi portatori di interesse (stakeholder) che prendono parte alla discussione pubblica sui rischi per la salute e per l’ambiente”.
Si tratta di una definizione che non limita la comunicazione del rischio alla divulgazione dei risultati delle valutazioni del rischio, bensì adotta un modello di comunicazione orizzontale, in cui le informazioni sul rischio non sono semplicemente “trasmesse” in modo unidirezionale e top-down dagli esperti al pubblico, ma sono scambiate fra la molteplicità di attori sociali che, oltre agli esperti e alle istituzioni, diffondono (e talvolta producono) conoscenze sui rischi per la salute e per l’ambiente.
In questo contesto, l’obiettivo della comunicazione istituzionale del rischio è dunque quello di condividere le informazioni necessarie per favorire scelte consapevoli e partecipate a tutela della sicurezza individuale e collettiva.

## Ambiti di applicazione
Da un punto di vista operativo, adottando l’approccio sviluppato negli Stati Uniti da Regina E. Lundgren e Andrea H. McMakin, si può suddividere la comunicazione del rischio in tre ambiti principali di applicazione, indicati rispettivamente come care communication, crisis communication e consensus communication:
- Obiettivo della care communication, che trova applicazione nelle campagne di prevenzione dei rischi, è motivare le persone esposte a un rischio riconosciuto a modificare i propri comportamenti dannosi offrendo loro un rimedio disponibile.
- La crisis communication, impiegata nella gestione delle crisi e delle emergenze, ha lo scopo di rendere le persone consapevoli di un rischio imminente a cui sono esposte per favorire comportamenti responsabili di autoprotezione e salvaguardare la loro sicurezza.
- Infine, la consensus communication si propone di favorire il confronto tra le parti in una controversia sul rischio per giungere a scelte il più possibile condivise, informate e partecipate nella gestione del rischio.

Ragionando per obiettivi, questo approccio consente di sviluppare in modo più mirato ed efficace le strategie comunicative per raggiungere i principali target della comunicazione nei diversi contesti operativi.